# Waimanalo, Hawaii
Waimanalo är en ort (CDP) i Honolulu County, i delstaten Hawaii, USA. Enligt United States Census Bureau har orten en folkmängd på 5 451 invånare (2010) och en landarea på 11,3 km².